# 歷山三世
亞歷山大三世（拉丁語：Alexander PP. III；約1105年—1181年8月30日）本名羅蘭多·巴蒂內利（Orlando Bandinelli），1159年9月7日當選教宗，同年9月20日即位至1181年8月30日為止。從14世紀以來，他被認為是巴弟內利貴族家族中的成員，但這還沒有被證實。

## 生平
亞歷山大三世是神學及法律家。1140年他在博洛尼亚教書時，寫了一本法學大綱，而且為《格拉提安教令集》注釋，另外則寫有神學論文多篇。他在教宗恩仁三世時代被擢升為執事級樞機，在教宗亞德四世時為最得力的顧問。
腓特烈一世是中古世紀德國最偉大的皇帝，他夢想仿效查理曼能有效的統治義大利。亞德四世看出了他的野心，如果不抑制腓特烈的野心，他除了會成為全歐洲的主人外，連教會都會受他的控制。1159年，亞德死後，半數的樞機們選出了一位精通法典又意志堅強的卓越人物擔任教宗，就是亞歷山大三世。其餘的少數樞機們，得到羅馬教士及皇帝的支持，另選一人為教宗，稱對立教宗維篤四世，雖然選舉具有合法性，但腓特烈對亞歷山大三世的堅強感到不安，所以他支持威克多，甚至召集一個教會會議，叫他們公開表示擁護威克多。但是亞歷山大三世受到英格蘭、法蘭西、西班牙、匈牙利及西西里的支持。這種作法使得教會的自主性受到了威脅，亞歷山大三世不得不處理，他將腓特烈和對立教宗開除教籍。可是德國大軍已壓境，1167年他只好先放棄羅馬前往法國避難，聯合義大利各城作戰，雙方互有勝負，戰爭拖了17年，1176年腓特烈军在莱尼亚诺战役慘敗，腓特烈不得不認輸。1177年，亞歷山大三世當時在威尼斯，腓特烈前去求饒，在聖馬爾谷大殿前跪伏亞歷山大三世腳下請求寬恕。亞歷山大三世把腓特烈拉起來，恢復了他的教籍，並賜他一個「平安之吻」（Kiss of Peace），表示寬恕，因而签订了《威尼斯和约》，将對立教宗巴斯加三世为腓特烈的妻子贝亚特丽丝主持的皇后加冕仪式视为无效，此后不得称贝亚特丽丝为皇后。和约还规定即使腓特烈驾崩，他的妻儿继承权力后也要遵守。至此，腓特烈企圖控制教宗的計畫破滅，他只能對德國境內各主教行使其威權。
在亞歷山大三世的任內，坎特伯雷總教區總主教托马斯·贝克特和英王亨利二世在教會法庭的獨立權力問題上發生嚴重爭論。亨利二世在1164年《克拉伦敦法典》裡，禁止教會向羅馬上訴，衝突的結果，贝克特被放逐到法國。1170年聖誕，贝克特回到坎特伯里，在他自己的祭壇前被殺害。基督徒震怒，立刻奉贝克特為殉道者。亞歷山大三世在1173年封贝克特為聖人，並訂立法規，規定以後一切敕封聖人是教宗特定的權力。1179年，亞歷山大召開第三次拉特朗公會議，為改革通過法案。亞歷山大三世死在羅馬近郊奇維塔卡斯泰拉納，他的屍體安葬在拉特郎堂內。
亞歷山大三世是中世紀最優秀的教宗之一。1198年獲選為教宗的依諾增爵三世也是。在這兩任之間的十七年間，登上聖伯多祿寶位的教宗至少有五位;全部是義大利人，正如亞歷山大一樣，必須全力對付十二世紀的教宗都會面臨的接連夢魘:霍亨斯陶芬王朝的皇帝們，以及羅馬元老院和人民。 第五世紀時，歐洲的政治和社會都發生了劇烈的變化，在日耳曼民族入侵之後，西羅馬帝國正式宣告覆亡，以往統一的文明世界已不復見，但天主教卻成為凝聚歐洲世界的新力量。教會精神滲透了人民的私人生活和公共領域，成為歐洲一致的精神;尤其在文化領域內，教會成了無與倫比的領導者，直到歐洲各國朝民族國家的形態成長，才逐漸脫離了教會的扶持和監護。這種進展直到十五世紀末才完成，並成為近代發展的曙光。在十二世紀時，由於教廷一直與政權處於爭鬥狀態，藉著幾位傑出教宗的領導，教廷的權力日漸高升。比如，教宗諾森二世成功對抗神聖羅馬帝國的皇帝，而歐革三世(Eugenius Ⅲ)更是進一步要求皇帝臣服於教宗權力之下，其後繼位的亞歷山大三世，更是強硬的使英王亨利二世不得不聽命於他，教宗的權利在諾森三世(Innocent Ⅲ，1198年至1216年在位)時，達到了高峰。亞歷山大三世，適逢在中古文明的極盛時期(十一至十三世紀)是聖教會和中古文明的光明時期，確實在十一世紀末葉開始，維持了一百五十年。教會在困苦的奮鬥中面對政治，贏得了自主的權力，教宗的權威超越了帝國。教宗對教會內的影響以及與各國政府往來的權力，都達到了前所未有的地步。教會統治著公共生活和私人生活，並在文化領域中，成為無與倫比的領導者。神職班的革新、宗教生活在日新又新方式下的奮進、十字軍與回教徒的戰爭、重要的傳教事業、神學的傑作、羅馬式及哥德式教堂的興建等等，都表現了西歐民族在教宗領導之下聯合起來的充沛活力，雖然理想和事實之間的對比往往有很大落差，但教友的精神卻成了人民的共同精神，它滲透一切事物，而使之更加豐富。另亞歷山大三世在天主教會訓導文獻選集中論天主聖三第七四五條提到，祇對第一章而言，羅馬教宗曾定斷:不要在神學上用何理由，而把「性體」與「位」(Natrra et persona)分離，或把天主，稱做「天主的本體」-;這不僅在「從座」的意義方面是如此，而且在名座上的意義方面也是如此。

## 政治觀點
亞歷山大三世是第一位直接關注波羅的海以東地區宣教活動的教宗，他可能於1164年在瑞典設立了烏普薩拉總主教， 這件事是在他最親密的朋友隆德大主教埃斯基爾的建議下做成的。 埃斯基爾曾經任命一位本篤會的修士福克為愛沙尼亞的主教，但他因為和丹麥國王有衝突，而被流放到法國的克萊爾沃。1171年亞歷山大成為第一位解決芬蘭教會問題的教宗，據稱芬蘭人騷擾神父並且只有在戰爭時期才倚靠天主
亞歷山大不僅擊敗了神聖羅馬帝國巴巴羅薩，還因著1170年發生的托馬斯·貝克特謀殺案，使英格蘭國王亨利二世屈服。他和貝克特的關係非同尋常，後來在1173年，貝克特被封為聖徒。  這是由亞歷山大封聖的第二位聖徒，而第一位是1161年的懺悔者愛德華。 不過，他在1172年確認了亨利愛爾蘭之領主的地位。
通過1179年5月23日簽發的教宗詔令，他承認了阿方索一世葡萄牙國王的權利，而這個國王的稱號是阿方索自封的。這在葡萄牙成為一個被世界承認的獨立王國的進程中，是非常重要的一步。（阿方索從1139年開始就已經在使用國王的稱號。）時在公元一一七七年，正是坎諾薩堡事件後的一百週年。 第三屆拉特朗大公會議;為了重整教會內部，亞歷山大三世便召開了一次大公會議，即1179年3月5日的拉特朗會。出席會議的主教有400多位，來自歐洲各處，耶路撒冷的拉丁王國主教也出席了。會中討論的，主要是法律及紀律上的事，因教宗自己是當代著名的法學家，此會議也提到教宗的選舉，規定只有樞機團有投票權，獲得選票總數三分之二以上者，才能當選。此外又規定主教的合法年齡，身世及教育程度等。大會對教理方面也有不少定斷，如申斥異端，號召十字軍，禁止亞爾比異說的異說的横行。在社會福利方面，教宗也盡力行之，如救濟麻瘋病人，設有義務學校。此會議完成了教育獨立自由的工作。可說將政權干涉教會的束縛擺脫了。而且伸張教權高於世權的原理，以致造成後來教宗為歐洲政治的領導人。

## 改革成就
即使作為一名逃亡者，亞歷山大仍然受到法國路易七世的青睞和保護。1163年，他召集來自英國，法國，意大利，和西班牙的神父與主教參加圖爾會議(Council of Tours)，除其他事項外，主要解決以下幾個問題：教會聖職的非法劃分、教會牧者放高利貸，佔用十一奉獻。
1179年三月，亞歷山大三世召開第三次拉特朗大公會議（即第三次拉特朗公會議），這是中世紀最重要的教會會議之一，天主教稱之為第十一次大公會議。這個法案包括了好幾個教宗為改善教會狀況而制定的計畫書，其中規定，如果未達到三分之二樞機的選票，沒有人可以被選為教宗。該規則於1996年略有改變，但2007年又恢復原狀。這次會議標誌著亞歷山大三世的權力達到了頂峰。
然而，這次會議結束後不久，羅馬共和國就迫使亞歷山大三世離開羅馬這座城市，他從此就再也沒有重新回到羅馬。1179年9月29日，一些貴族建立了反亞歷山大三世聯盟。但教宗藉著明智地使用金錢，仍然把握大權，控制局面，結果他在1180年1月被世俗權貴免職。1181年，亞歷山大三世開除了蘇格蘭國王威廉一世的教籍，並且禁止他參加任何聖事活動。

## 與腓特烈一世的鬥爭
腓特烈一世號稱「紅鬍子」（Barbarossa，巴巴羅薩），是中古世紀德國最偉大的皇帝，信教十分虔誠。他夢想仿效查理曼，但查理曼為擴展基督教的文化而工作，腓特烈卻努力增加自己的勢力。他雖號稱「神聖羅馬帝國」的元首，其實只是德國的皇帝，他所企圖收復的義大利，實際上只是幾個各不相屬的小國共同占據之地，彼此攻擊。義大利的南部和西西里另組成一個王國;羅馬和半島中部始終直屬教宗，這是腓特烈所難以容忍的，他常說:「假如我不能統治羅馬，羅馬帝國之名豈非虛設！」
腓特烈一世既願有效統治義大利，教宗亞德四世不久就清楚看出，如果不抑制他這份野心，他必要成為全歐洲的主人，教會也勢必受他控制。亞德四世死後，樞機團以大多數票選舉了一位精通法典而又意志堅強的卓越人物承繼大統，就是歷山大三世。選舉的合法性不容置辯，但腓特烈對當選者的堅強毅力甚感不安，於是命令同路人另選一位迎合他意旨的人，硬派他去做教宗。
這使得教會的自主性受到嚴重的威脅，歷山三世不得不急起應戰，立刻把腓特烈和偽教宗開除了教籍，無奈大軍壓境，他不得不放棄羅馬前往法國避難;但他先把義大利各大城聯合起來為他作戰，而這些城市自身獨立也不願他人侵犯。戰爭互有勝負，延續了十七年，皇軍終於1176年在萊尼亞諾，腓特烈一世前去求饒，在聖馬爾谷大殿前跪伏教宗腳下請求寛恕。教宗把他拉起來，恢復他的教藉，並予以和平的親吻，表示寛恕。公元1176年，正是坎諾薩堡事件後的一百週年。
為了重整教會內部，亞歷山大三世於1179年3月5日召開了第三屆拉特朗大公會議。出席會議的主教有400多位，來自歐洲各處，耶路撒冷的拉丁王國主教也出席了。會中討論的，主要是法律及紀律上的事，因教宗自己是當代著名的法學家，此會議也提到教宗的選舉，規定只有樞機團有投票權，獲得選票總數三分之二以上者，才能當選。此外又規定主教的合法年齡，身世及教育程度等。大會對教理方面也有不少定斷，如申斥異端，號召十字軍，禁止亞爾比異說的異說的横行。

## 譯名列表
- ：天主教香港教區禮儀委員會：禧年專頁 （页面存档备份，存于）作、《大英簡明百科知識庫》2005年版[永久]、《世界人名翻譯大辭典》1993年版作亞歷山大。
- ：香港天主教教區檔案　歷任教宗作。
- 亞力山大：真理辯證中文網 兩千年教會歷史巡禮 第四篇 中世紀前期教會歷史作亞力山大。
- 亞力山大、：國立編譯舘 （页面存档备份，存于）作亞力山大、亞歷山大。

| 天主教會職銜      | 天主教會職銜                               | 天主教會職銜      |
| ----------------- | ------------------------------------------ | ----------------- |
| 前任者： 亞德四世 | 罗马主教 教宗 1159年9月20日－1181年8月30日 | 繼任者： 路爵三世 |